# لازلو جوروج
لازلو جوروج (بالمجرية: Görög László)‏ هو ممثل مجري، ولد في 3 فبراير 1964 بدبرتسن في المجر.

## وصلات خارجية
- لازلو جوروج على موقع IMDb (الإنجليزية)
- لازلو جوروج على موقع ألو سيني (الفرنسية)
- لازلو جوروج على موقع أول موفي (الإنجليزية)
- لازلو جوروج على موقع قاعدة بيانات الأفلام السويدية (السويدية)
- لازلو جوروج على موقع قاعدة بيانات الفيلم (الإنجليزية)
- لازلو جوروج على موقع كينوبويسك (الروسية)
- لازلو جوروج على موقع كينوبويسك (الروسية)